# Corrhenes crassicollis
Corrhenes crassicollis är en skalbaggsart som först beskrevs av Francis Polkinghorne Pascoe 1863.  Corrhenes crassicollis ingår i släktet Corrhenes och familjen långhorningar. Inga underarter finns listade i Catalogue of Life.